# 12 messidor
12 prairial 12 thermidor
Le duodi 12 messidor, officiellement dénommé jour de l'artichaut, est le 282e jour de l'année du calendrier républicain.
C'était généralement le 30e jour du mois de juin dans le calendrier grégorien.